# Betsiamites
Betsiamites (fr. Rivière Betsiamites) – rzeka w Kanadzie, w prowincji Quebec, na półwyspie Labrador. Liczy 385 km długości.
Na rzece powstały liczne elektrownie wodne.